# Ludografie
Ludografie (lateinisch ludus „Spiel, Spaß, Scherz, Zeitvertreib“ und -graphie von γράφω, gráphō „ritzen, malen, schreiben“) oder Spielografie ist die wissenschaftliche Bezeichnung für ein systematisches Verzeichnis von Spielen zu einem bestimmten Thema oder mit gemeinsamer Autorenschaft. Die Begriffsbildung entspricht dem Nachweis von Literatur in einer Bibliografie, der Filmografie als Zusammenstellung von Filmen und der Diskografie für Tonträger.
Sie dient im Archivwesen der systematischen Dokumentation, in Ludotheken sowie Bibliotheken auch dem Nachweis des vorhandenen Spielebestands. Dem Nutzer soll wie mit einem Bibliothekskatalog eine rasche Übersicht über das Angebot an Spielen geboten und das Auffinden gesuchter Titel erleichtert werden. Dagegen hat ein Spieleregister die Funktion eines Inhalts- oder Sachverzeichnisses am Ende eines einzelnen Printmediums, das die verzeichneten Spiele thematisiert.
Als Ludografie wird auch das Werkverzeichnis der Spieleautoren und Spieleentwickler bezeichnet. Sie stellt die Entwicklung bezüglich seines kreativen Schaffens übersichtlich dar. Die Ludografie beschränkt sich in der Regel auf selbst erdachte Spiele aller Art sowie die Mitarbeit an selbigen. Die Auflistung der Spielerfindungen eines Autors sollte folgende Daten enthalten:
1. Titel des Spieles
2. Jahr der Erstveröffentlichung
3. Jahr der Wiederveröffentlichung oder veränderten Neuauflage
4. Urheber von Idee, Regeln und grafischer Gestaltung
5. Art des Spieles (z. B. Strategiespiel, Kartenspiel, Legespiel etc.)
6. Verlag
7. Adressateninformationen bezüglich Alter und Spieldauer

Die Benennung von Spieleautoren auf den Spieleschachteln und den Regelwerken geschah erst gegen Ende der 1970er Jahre. Ab 1983 trafen sich dann die Autoren regelmäßig jährlich zum Göttinger Spieleautorentreffen, auch um über ihre Rechte und die ihnen zustehende Ludografie zu verhandeln, da erst mit der Veröffentlichung der Namen eine solche möglich ist. Seit 1991 haben sich die Spielerfinder in der Spiele-Autoren-Zunft zusammengeschlossen. Die Ludografie der meisten Autoren lässt sich in Datenbanken wie Luding (Gesellschaftsspiele) oder BoardGameGeek (Brett- und Kartenspiele) abrufen.